# 安芸川尻駅
安芸川尻駅（あきかわじりえき）は、広島県呉市川尻町西二丁目にある、西日本旅客鉄道（JR西日本）呉線の駅である。駅番号はJR-Y19。

## 歴史
- 1935年（昭和10年）11月24日：鉄道省呉線三津内海駅（現・安浦駅） - 広駅間延伸時に開設[4]。
- 1963年（昭和38年）2月1日：貨物取扱廃止[2]。
- 1985年（昭和60年）3月14日：荷物扱い廃止[2]。
- 1987年（昭和62年）4月1日：国鉄分割民営化に伴い、西日本旅客鉄道（JR西日本）の駅となる[2]。
- 1992年（平成4年）11月1日：みどりの窓口営業開始。
- 1995年（平成7年）10月1日：管轄が広島支社の直轄（呉管理駅）から三原地域鉄道部に変更[5]。
- 2004年（平成16年）10月：窓口が平日・土曜のみ営業となり、営業時間中に閉鎖時間帯が設定される。
- 2005年（平成17年）10月1日：臨時快速「瀬戸内マリンビュー」新設に伴い、停車駅となる。
- 2007年（平成19年）
  - 8月：ICOCA専用改札機（カードリーダー）設置。
  - 9月1日：ICカード「ICOCA」が利用可能となる。
- 2010年（平成22年）
  - 7月14日：平成22年梅雨前線豪雨に伴い呉線内で複数の土砂崩れが発生、三原駅 - 呉駅間が不通となる[6]。
  - 7月20日：安浦駅 - 広駅間運行再開[7][8]。
- 2016年（平成28年）
  - 6月22日：平成28年梅雨前線豪雨に伴い仁方駅 - 当駅間で土砂崩れが発生、三原駅 - 広駅間が不通となる[9]。
  - 6月29日：安浦駅 - 広駅間運行再開[10]。
- 2018年（平成30年）
  - 6月1日：三原地域鉄道部廃止に伴い、三原駅管理下となる[11]。
  - 7月5日：平成30年7月豪雨に伴い、不通となる[12]。
  - 10月14日：当駅 - 広駅間運行再開[13]。
  - 10月28日：安浦駅 - 当駅間運行再開[14]。
- 2022年（令和4年）
  - 3月31日：この日限りでみどりの窓口営業終了[3]。
  - 4月1日：無人駅化[3]。

## 駅構造
島式ホーム1面2線を有する列車交換可能な地上駅。駅舎は線路東側にあり、ホームへは跨線橋で連絡している。自動改札機は無いが、ICOCAが利用可能（相互利用可能ICカードはICOCAの項を参照）。ICカードは専用カードリーダーによる処理となっている。改札外に男女共用の水洗式トイレが設置されている。以前はキオスクがあったが、利用客減少のため閉店となった。

### のりば
| ホーム      | 路線 | 方向 | 行先           |
| ----------- | ---- | ---- | -------------- |
| 反対側（1） | 呉線 | 上り | 竹原・三原方面 |
| 駅舎側（2） | 呉線 | 下り | 呉・広島方面   |

付記事項
- 実際には上記ののりば番号標は無い。上記番号は列車運転指令上の番線番号である。
- 1番線（反対側）には呉方面・三原方面双方に出発信号機があり両方向への出発が可能。

## 利用状況
近年の1日平均乗車人員の推移は以下の通り。特記の無いものは「呉市統計書」による。
| 年度                | 1日平均 乗車人員 |
| ------------------- | ---------------- |
| 1989年（平成 元年） | 1,892            |
| 1990年（平成02年）  |                  |
| 1991年（平成03年）  |                  |
| 1992年（平成04年）  | 1,957            |
| 1993年（平成05年）  |                  |
| 1994年（平成06年）  |                  |
| 1995年（平成07年）  |                  |
| 1996年（平成08年）  |                  |
| 1997年（平成09年）  |                  |
| 1998年（平成10年）  | 1,690            |
| 1999年（平成11年）  |                  |
| 2000年（平成12年）  |                  |
| 2001年（平成13年）  |                  |
| 2002年（平成14年）  | 1,354            |
| 2003年（平成15年）  |                  |
| 2004年（平成16年）  | 1,268            |
| 2005年（平成17年）  | 1,248            |
| 2006年（平成18年）  | 1,188            |
| 2007年（平成19年）  | 1,173            |
| 2008年（平成20年）  | 1,159            |
| 2009年（平成21年）  | 1,122            |
| 2010年（平成22年）  | 1,095            |
| 2011年（平成23年）  | 1,063            |
| 2012年（平成24年）  | 1,039            |
| 2013年（平成25年）  | 1,001            |
| 2014年（平成26年）  | 950              |
| 2015年（平成27年）  | 986              |
| 2016年（平成28年）  | 940              |
| 2017年（平成29年）  | 897              |
| 2018年（平成30年）  | 701              |
| 2019年（令和 元年） | 761              |
| 2020年（令和02年）  | 665              |
| 2021年（令和03年）  | 632              |
| 2022年（令和04年）  | 587              |
| 2023年（令和05年）  | 606              |

## 駅周辺
呉市川尻町中心部に位置する。
- 野呂山タクシー
- 国道185号
- 広島県道248号野呂山公園線（さざなみスカイライン）
- 川尻港
- 呉市役所川尻市民センター（支所）
- 呉市立川尻小学校
- 呉市立川尻中学校
- 広島銀行 川尻支店
- 呉信用金庫 川尻支店
- ゆめマート 川尻店
- ダイクレ 川尻工場

### バス路線
国道185号沿いに呉市生活バス「川尻駅」停留所があり、広川尻線バスが経由する。

## その他
- ICOCA使用履歴について、当駅は「アキ川尻」と表記されている。

## 隣の駅
西日本旅客鉄道（JR西日本）
 呉線
安登駅 (JR-Y20) - 安芸川尻駅 (JR-Y19) - 仁方駅 (JR-Y18)